# 天開 (妙清)
天開（てんかい、천개）は高麗の時代に妙清の乱を起こした妙清が建てた私年号。1135年。
妙清は西京（平壌）に政権を築き、国号を大為国として自立したものの、同年中に政権は崩壊した。

## 西暦・干支との対照表
| 天開 | 元年   |
| 西暦 | 1135年 |
| 干支 | 乙卯   |